# 후시미정 (나라현)
후시미정(伏見町)은 나라현 북서부, 이코마군에 속해있던 정이다. 현재의 나라시 서부에 해당한다.

## 역사
- 1889년 4월 1일 - 정촌제 시행에 의해 후시미촌이 성립하였다.
- 1897년 4월 1일 - 군제 시행에 의해 이코마군으로 변경되었다.
- 1950년 7월 1일 - 정으로 승격해 후시미정이 되었다.
- 1955년 3월 15일 - 도미오정, 오비토케정, 다쓰이지촌, 고카다니촌, 메이지촌과 함께 나라시에 편입되었다.

## 교통

### 철도
- 긴키 닛폰 철도
  - 나라선

### 도로
- 주요지방도 오사카 히라오카나라선

## 참고문헌
- 『日本現今人名辞典』日本現今人名辞典発行所、1900年。
- 上村耕作『労働保険論』森江書店、1906年。
- 大日本篤農家名鑑編纂所編『大日本篤農家名鑑』大日本篤農家名鑑編纂所、1910年。
- 山下孝二編『大和人名鑑』奈良活版所、1911年。
- 『東京社會辭彙』毎日通信社 1913年。